# Корочин (Астраханская область)
Корочин — хутор в Ахтубинском районе Астраханской области России. Входит в состав Капустиноярского сельсовета.

## География
Хутор находится в северной части Астраханской области, на берегу ерика Угольный Волго-Ахтубинской поймы, на расстоянии примерно 35 км (по прямой) к северо-востоку от города Ахтубинск, административного центра района. Абсолютная высота — 14 м ниже уровня моря.
Климат
Климат умеренный, резко континентальный. Характеризуется высокими температурами летом и низкими — зимой, малым количеством осадков, а также большими годовыми и летними суточными амплитудами температуры воздуха.

## Население
| 2002 | 2010 |
| ---- | ---- |
| 51   | ↘32  |

Половой состав
По данным Всероссийской переписи, в 2010 году численность населения хутора составляла 32 человека (16 мужчин и 16 женщин).
Национальный состав
Согласно результатам переписи 2002 года, в национальной структуре населения русские составляли 58 %, казахи — 30 %, представители других национальностей — 12 %.